# Distretto di Bua Lai
Il distretto di Bua Lai (in thailandese: บัวลาย) è un distretto (amphoe) della Thailandia, situato nella provincia di Nakhon Ratchasima.